# 끈 우주론
끈 우주론(영어: String cosmology)은 초기 우주론의 문제를 해결하기 위해 끈 이론의 방정식을 적용하려는 비교적 새로운 분야이다. 관련된 연구 분야는 브레인 우주론이다.

## 개요
이 접근법은 급팽창 우주론 모델이 끈 이론에서 어떻게 얻어질 수 있는지 보여줌으로써 빅뱅 이전 시나리오에 대한 설명의 문을 여는 가브리엘레 베네치아노의 논문으로 거슬러 올라간다.
이 아이디어는 비선형 시그마 모델로 더 잘 알려진 곡선 배경의 보존 끈 속성과 관련이 있다. 이 모델의 첫 번째 계산은 에너지 규모의 함수로서 모델의 계량 실행을 나타내는 베타 함수로 리치 흐름을 발생시키는 리치 텐서에 비례한다. 이 모델은 등각 불변성을 가지며 합리적인 양자장론을 갖기 위해 유지되어야 하기 때문에 베타 함수는 0이어야 하며 즉시 아인슈타인 장 방정식을 생성해야 한다. 아인슈타인 방정식은 다소 이상해 보이지만, 그럼에도 불구하고 이 결과는 배경 2차원 모델이 고차원 물리학을 생성할 수 있다는 점을 보여줌으로써 확실히 놀랍다. 여기서 흥미로운 점은 그러한 끈 이론이 평평한 배경에서 발생하는 것처럼 일관성을 위해 26차원에서의 임계성 요구 사항 없이 공식화될 수 있다는 것이다. 이는 아인슈타인 방정식의 기본 물리학이 효과적인 2차원 등각 장론으로 설명될 수 있다는 진지한 힌트이다. 실제로 우리가 급팽창 우주에 대한 증거를 가지고 있다는 사실은 끈 우주론에 대한 중요한 뒷받침이다.
우주의 진화 과정에서 급팽창 단계 이후 오늘날 관찰되는 팽창은 프리드만 방정식으로 잘 설명된다. 서로 다른 두 단계 사이의 원활한 전환이 예상된다. 끈 우주론은 이러한 전환을 설명하는 데 어려움을 겪는 것으로 보이다. 이는 문헌에서 우아한 출구 문제(Graceful Exit Problem)로 알려져 있다.
급팽창 우주론은 급팽창을 유발하는 스칼라 장의 존재를 의미한다. 끈 우주론에서 이것은 소위 팽창장 (딜라톤 장)에서 발생한다. 이것은 낮은 에너지에서 유효 이론에 스칼라 장 항을 생성하는 보손 끈의 설명에 들어가는 스칼라 항이다. 해당 방정식은 브랜스-딕 이론의 방정식과 유사하다.
분석은 중요한 차원 수(26)에서 4까지 수행되었다. 일반적으로 임의의 차원 수에서 프리드만 방정식을 얻는다. 다른 방법은 특정 수의 차원이 축소화되어 효과적인 4차원 이론을 생성한다고 가정하는 것이다. 그러한 이론은 축소화 된 차원에서 발생하는 일련의 스칼라 장을 갖는 전형적인 칼루차–클레인 이론이다. 이러한 장을 모듈라이(moduli)라고 한다.

## 기술적 세부 사항
이 절에서는 끈 우주론에 들어가는 관련 방정식 중 일부를 제시한다. 출발점은 다음과 같이 쓸 수 있는 폴랴코프 작용이다.
{\displaystyle S_{2}={\frac {1}{4\pi \alpha '}}\int d^{2}z{\sqrt {\gamma }}\left[\gamma ^{ab}G_{\mu \nu }(X)\partial _{a}X^{\mu }\partial _{b}X^{\nu }+\alpha '\ ^{(2)}R\Phi (X)\right],}
여기서{\displaystyle \ ^{(2)}R} 는 2차원 리치 스칼라이고, {\displaystyle \Phi }는 딜라톤 장,  {\displaystyle \alpha '}는 끈 상수이다. 첨자 {\displaystyle a,b}는 1,2,3,... 이고 {\displaystyle \mu ,\nu }는 {\displaystyle 1,\ldots ,D}이다. 여기서 {\displaystyle D}는 대상 공간의 차원이다. 더 많은 반대칭 장이 추가될 수 있다. 이는 일반적으로 급팽창 가능성을 생성하는 조치를 원할 때 고려된다. 그렇지 않으면 일반 퍼텐셜과 우주 상수가 직접 삽입된다.
위의 끈 작용에는 등각 불변성이 있다. 이는 2차원 리만 다양체의 특성이다. 양자 수준에서는 이상 현상으로 인해 이 속성이 손실되며 이론 자체가 일관성이 없고 유니터리성이 없다. 따라서 섭동 이론의 모든 차수에서 등각 불변성이 유지되도록 요구하는 것이 필요하다. 섭동 이론은 양자장론을 관리하는 유일한 알려진 접근 방식이다. 실제로 두 루프의 베타 함수는 다음과 같다.
{\displaystyle \beta _{\mu \nu }^{G}=R_{\mu \nu }+2\alpha '\nabla _{\mu }\Phi \nabla _{\nu }\Phi +O(\alpha '^{2}),}
그리고
{\displaystyle \beta ^{\Phi }={\frac {D-26}{6}}-{\frac {\alpha '}{2}}\nabla ^{2}\Phi +\alpha '\nabla _{\kappa }\Phi \nabla ^{\kappa }\Phi +O(\alpha '^{2}).}
등각 불변성이 성립 한다는 가정은 다음을 의미한다.
{\displaystyle \beta _{\mu \nu }^{G}=\beta ^{\Phi }=0,}
저에너지 물리학의 해당 운동 방정식을 생성한다. 이러한 조건은 섭동적으로만 충족될 수 있지만 이는 섭동 이론의 모든 차수에서 유지되어야 한다. 첫 번째 항 {\displaystyle \beta ^{\Phi }}는 단지 평평한 시공간에서의 보손 끈 이론의 변칙일 뿐이다. 그러나 여기에는 {\displaystyle D\neq 26}과 같은 경우에도 변칙에 대한 보상을 부여할 수 있는 추가 조건이 있다. 빅뱅 이전의 우주론적 모델로부터 시나리오를 구성할 수 있다. 실제로 이 저에너지 방정식은 다음 작용을 통해 얻을 수 있다.
{\displaystyle S={\frac {1}{2\kappa _{0}^{2}}}\int d^{D}x{\sqrt {-G}}e^{-2\Phi }\left[-{\frac {2(D-26)}{3\alpha '}}+R+4\partial _{\mu }\Phi \partial ^{\mu }\Phi +O(\alpha ')\right],}
여기서 {\displaystyle \kappa _{0}^{2}} 는 팽창장을 재정의하여 항상 변경될 수 있는 상수이다. 장(아인슈타인 프레임)을 다음과 같이 재정의하여 이 작용을 보다 친숙한 형식으로 다시 작성할 수도 있다.
{\displaystyle \,g_{\mu \nu }=e^{2\omega }G_{\mu \nu }\!,}
{\displaystyle \omega ={\frac {2(\Phi _{0}-\Phi )}{D-2}}}
그리고 {\displaystyle {\tilde {\Phi }}=\Phi -\Phi _{0}}를 이용해 다음과 같이 쓸 수 있다:
{\displaystyle S={\frac {1}{2\kappa ^{2}}}\int d^{D}x{\sqrt {-g}}\left[-{\frac {2(D-26)}{3\alpha '}}e^{\frac {4{\tilde {\Phi }}}{D-2}}+{\tilde {R}}-{\frac {4}{D-2}}\partial _{\mu }{\tilde {\Phi }}\partial ^{\mu }{\tilde {\Phi }}+O(\alpha ')\right],}
여기서
{\displaystyle {\tilde {R}}=e^{-2\omega }[R-(D-1)\nabla ^{2}\omega -(D-2)(D-1)\partial _{\mu }\omega \partial ^{\mu }\omega ].}
이것은 {\displaystyle D} 차원에서 중력장과 상호작용하는 스칼라장을 설명하는 아인슈타인 작용의 공식이다. 실제로 다음과 같은 항등식이 유지된다.
{\displaystyle \kappa =\kappa _{0}e^{2\Phi _{0}}=(8\pi G_{D})^{\frac {1}{2}}={\frac {\sqrt {8\pi }}{M_{p}}},}
여기서 {\displaystyle G_{D}}는 {\displaystyle D}차원 뉴턴 상수이고 {\displaystyle M_{p}}는 해당 플랑크 질량이다. {\displaystyle D=4}로 설정시 이 작용에서는 퍼턴셜 또는 반대칭 항이 끈 작용에 추가되지 않는 한 급팽창 조건이 충족되지 않는다.<ref name="Wands96/"> 이 경우 거듭제곱 법칙 급팽창이 가능하다.

## 참고 문헌
- Polchinski, Joseph (1998a). 《String Theory Vol. I: An Introduction to the Bosonic String》. Cambridge University Press. ISBN 978-0-521-63303-1.
- Polchinski, Joseph (1998b). 《String Theory Vol. II: Superstring Theory and Beyond》. Cambridge University Press. ISBN 978-0-521-63304-8.
- Lidsey, James D.; Wands, David; Copeland, E. J. (2000). “Superstring Cosmology”. 《Physics Reports》 337 (4–5): 343–492. arXiv:hep-th/9909061. Bibcode:2000PhR...337..343L. doi:10.1016/S0370-1573(00)00064-8.
- Cicoli, Michele; Conlon, Joseph P; Maharana, Anshuman; Parameswaran, Susha; Quevedo, Fernando; Zavala, Ivonne (2023). “String Cosmology: from the Early Universe to Today”. arXiv:2303.04819.